# 立林文二
立林 文二（たてばやし ふみじ、1904年（明治37年）3月20日 - 1966年（昭和41年）7月10日）は、日本の銀行家。三和相互銀行社長（現・トマト銀行）。岡山県新見市出身。

## 経歴

### 生い立ち
1904年（明治37年）岡山県阿賀郡刑部村（現：新見市）に生まれる。1895年（明治28年）に旧制高梁中学（現：岡山県立高梁高等学校）へ進学し、その後、1922年（大正11年）第六高等学校文科甲類へ入学した。1925年（大正14年）、同高校を卒業し、東京帝国大学法学部法律学科へ入学、イギリス法を学び1929年（昭和4年）3月、同大学を卒業した。

### 卒業後
大学卒業後、日本勧業銀行（現・みずほ銀行）へ入行し、大阪支店に配属となり、1935年（昭和10年）には、貸付課の書記に配属となった。その後、名古屋支店次長を経て、山口にある徳山支店長となった。1953年頃（昭和28年）には、日本勧業銀行京橋支店の支店長、その後、京都支店長となるが、1957年に依願退職した。同社での活躍が認められ、退職後すぐに三和相互銀行（現・トマト銀行）の代表取締役（第5代）に就任した。1966年（昭和41年）7月10日、代表取締役在任中に死去。